# Vincenz Fox
Vincenz Freiherr von Fox (Bielitz, 1. travnja 1859. – Ried im Innkreis, 15. srpnja 1931.) je bio austrougarski general i vojni zapovjednik. Tijekom Prvog svjetskog rata zapovijedao je 35. pješačkom divizijom i XV. korpusom na Istočnom i Talijanskom bojištu.

## Vojna karijera
Vincenz Fox je rođen 1. travnja 1859. u Bielitzu. Srednju školu pohađa u Troppau, nakon čega pohađa Kadetsku školu, te Ratnu akademiju u Beču. U svibnju 1885. promaknut je u čin poručnika, nakon čega u služi najprije u 97., te potom u 74. pješačkoj pukovniji. U studenom 1885. dostiže čin natporučnika, te služi u Glavnom stožeru. U studenom 1889. promaknut je u čin satnika, bojnikom postaje u svibnju 1895., dok je u čin potpukovnika unaprijeđen u studenom 1897. godine. U Glavnom stožeru služi do 1898. godine kada je premješten na službu u 53. pješačku pukovniju.
U svibnju 1901. promaknut je u čin pukovnika, te imenovan načelnikom stožera II. korpusa. Navedenu dužnost obnaša do 1907. kada je u svibnju unaprijeđen u čin general bojnika, te imenovan zapovjednikom 7. pješačke brigade. Godine 1910. postaje zapovjednikom 7. pješačke divizije kojom zapovijeda iduće četiri godine. U međuvremenu je, u svibnju 1911., promaknut u čin podmaršala. Godine 1914. postaje glavnim inspektorom za časničke škole na kojoj dužnosti dočekuje i početak Prvog svjetskog rata.

## Prvi svjetski rat
Ubrzo nakon početka Prvog svjetskog rata Fox postaje zapovjednikom 35. pješačke divizije. S navedenom divizijom sudjeluje u Galicijskoj bitci, te nakon toga u borbama oko Przemysla. U siječnju 1915. imenovan je zapovjednikom XV. korpusa kojim je do tada zapovijedao Michael von Appel koji je zbog bolesti morao napustiti zapovjedništvo. Fox je u svibnju 1915. sa XV. korpusom premješten na Talijansko bojište koje se formiralo nakon što je Italija ušla u rat na strani Antante. U svibnju 1915. promaknut je i u čin generala pješaštva. Petnaestim korpusom Fox zapovijeda do srpnja 1915. kada ga na mjestu zapovjednika zamjenjuje Rudolf Stöger-Steiner.

## Poslije rata
Fox je umirovljen s 1. siječnjem 1916. godine. Preminuo je 15. srpnja 1931. u 73. godini života u Ried im Innkreimsu.  

## Vanjske poveznice
(eng.) Vincenz Fox na stranici Oocities.org

(njem.) Vincenz Fox na stranici Weltkriege.at